# Catherine Tramell
Catherine Tramell é uma socialite, escritora e psicóloga fictícia e principal vilã do filme Basic Instinct, de 1992, e da sua sequência, Basic Instinct 2, de 2006. A personagem, criada pelo escritor Joe Eszterhas, é interpretada por Sharon Stone em ambos os filmes. Ela é uma serial killer. No primeiro filme é interesse amoroso do decadente detetive Nick Curran; no segundo filme, ela se envolve com o psicólogo britânico, igualmente problemático, Michael Glass. A personagem, novamente interpretada por Sharon Stone, fez uma participação especial no filme Last Action Hero, de 1993, onde aparece por alguns segundos.
Um crítico europeu definiu Catherine Tramell como sendo "uma mistura entre a clássica femme fatale e as novas psicopatas assassinas, um dos personagens mais malignos já criados, no mesmo nível de Hannibal Lecter." A personagem foi indicada para lista de "Melhores Vilões" do American Film Institute. Em junho de 2010, Entertainment Weekly incluiu Catherine Tramell na lista dos 100 Melhores Personagens dos Últimos 20 Anos.

## Mortes ocorridas emBasic Instinct
Antes e durante Basic Instinct, os seguintes personagens foram todos mortos, quase todos por Catherine:
| Nome                                     | Relação                               | Método                                                              | Motivo de Catherine |
| ---------------------------------------- | ------------------------------------- | ------------------------------------------------------------------- | --- |
| Mortes ocorridas antes de Basic Instinct |                                       |                                                                     | |
| Marvin e Elaine Tramell                  | Pais de Catherine                     | Explosão de barco                                                   | Para ver se ela conseguiria escapar impune; herança                                                                                              |
| Noah Goldstein                           | Conselheiro da faculdade de Catherine | Esfaqueado com um picador de gelo                                   | Desconhecido |
| Manny Vásquez                            | Noivo de Catherine                    | Morto no ringue durante uma luta de boxe (possivelmente manipulada) | N/D [Nota: pode não ser uma vítima de assassinato]                                                                                               |
| Joseph Garner                            | Marido de Elizabeth Garner            | Executado durante um tiroteio de carro                              | Para se vingar de Elizabeth |
| Mortes ocorridas durante Basic Instinct  |                                       |                                                                     | |
| Johnny Boz                               | Amante de Catherine                   | Esfaqueado com um picador de gelo durante uma relação sexual        | Desconhecido |
| Roxy                                     | Amante de Catherine                   | Acidente de carro, ao ser perseguida por Nick                       | N/D [Note: matá-la provavelmente não fazia parte do plano de Catherine e, mesmo que fizesse, Nick era provavelmente uma das vítimas pretendidas] |
| Oficial Martin Nilsen                    | Oficial da SFPD Internal Affairs      | Tiro na cabeça                                                      | Para colocar Nick na mesma situação que ela |
| Gus Moran                                | Parceiro de Nick                      | Esfaqueado com um picador de gelo em um elevador                    | Para incriminar Elizabeth por seus crimes |
| Elizabeth Garner                         | Ex-amante dela e de Nick              | Assassinada por Nick                                                | N/D |